# Koleraepidemin i Göteborg 1834
Koleraepidemin i Göteborg 1834 var en epidemi som pågick i Göteborg under perioden 26 juli–8 oktober 1834, och den var den största katastrof som drabbat staden. Totalt dog 2 462 personer i staden och i Karl Johans församling, vilket motsvarade omkring 10 procent av befolkningen. Flera kolerasjukhus inrättades, liksom kolerakyrkogårdar utanför staden, och läkare fick rekvireras från Stockholm och Köpenhamn. Det är inte klarlagt hur koleran kom till Göteborg. Efter epidemin genomfördes flera hygieniska reformer i form av bland annat rent vatten, avlopp, bad- och tvättinrättningar och bättre arbetarbostäder.

## Bakgrund
Den andra kolerapandemin drabbade världen mellan åren 1826 till 1837, och började i Indien. När epidemin nådde Göteborg hade den redan i fyra år härjat i Ryssland och i tre år hemsökt mellersta Europa och Storbritannien. År 1832 hade den kommit till Norge.
Sverige hade då ännu klarat sig, tack vare strängt genomförda karantänsåtgärder, men man levde i ängslan – särskilt i Göteborg, som ju var en stor hamnstad. Vid tanken på att koleran kunde komma dit skrev biskop af Wingård i ett brev till Esaias Tegnér: "Gud hjälpe oss då för en talrik depraverad folkmassa, en skock av lazzaroner, som lever för dagen och gör bragder om natten!"

## Förlopp

### Epidemins utbrott
Lördagen den 26 juli 1834 insjuknade och avled sjömannen Anders Ryberg, som bodde i Majorna, 52 år gammal. Han gick till arbetet klockan 5 på morgonen och någon gång mellan klockan 7 och 8 började han kräkas och fick diarré, samt kramp i benen. Han fördes hem och avled i hemmet vid klockan halv fyra på eftermiddagen. Hustrun Anna Persdotter insjuknade på eftermiddagen och avled efterföljande morgon, 55 år gammal. Obduktion av de avlidna genomfördes och dödsorsaken fastställdes till slag. Det noterades även att "Wärmen har härstädes flera dagar varit 33° Cels; och efter dessa dödsfall ha flera på enahanda sätt inträffat."
Läkarna Johan Niclas Jedeur och David Lübeck, som var verksamma vid Flottans station på Nya Varvet, begärde hos länsstyrelsen rättsmedicinsk obduktion för att ta reda på om de hastiga dödsfallen berodde på förgiftning eller på smittsam sjukdom. På onsdagen efter dödsfallen meddelade länsstyrelsen att de två dödsfallen, samt ytterligare två dödsfall i Majorna, berodde på epidemisk sjukdom till följd av den starka värmen, men att sjukdomen inte var smittsam. Makarna Rybergs fosterdotter, som var omkring 8–10 år gammal, fördes dagen efter till ett hus på Stampen och var då frisk, men insjuknade på natten och dog på förmiddagen den 28 juli.
De fyra dödsfallen följdes av flera, och den 2 augusti hölls ett möte med stadens samtliga läkare och länsstyrelsen. Därefter förklarades att sjukdomen sannolikt inte var införd i staden och att den inte var smittsam. De såg inte heller något behov av att man satte författningen om kolerafarsoten i kraft och det fanns inte heller något behov av att ställa in larsmässomarknaden. Två dagar senare hade situationen förvärrats så att koleraförordningen verkställdes och larsmässomarknaden ställdes in, och den 5 augusti kungjorde länsstyrelsen att kolera brutit ut i staden och dess omgivningar.

### Sjukvård
Göteborg hade föga gjorts på förhand för att mota farsoten. Inga kolerasjukhus fanns förberedda, och med läkarvården var det klent beställt. "Förskräckelsen verkade, att människor övergåvo varandra i nöden och sprungo sin kos", skrev prosten Christian Stenhammar. Han fortsatte:
| ” | Bagare, bryggare och slaktare tillstängde sina bodar och begåvo sig på flykten, så att det fattigare folket under flera dagar voro blottställda för hungerns död jämte sjukdomen, så mycket mer som förskräckelsen hos den kringboende allmogen vållade, att all tillförsel upphörde. I början ville också ingen bortföra de döda, och alla lydnadens och ordningens band voro upplösta. En jämmer över all beskrivning har där varit. Jag har sett enskilda brev från sansade personer, som försäkra, att de dock aldrig kunnat föreställa sig ett dylikt elände. | „ |

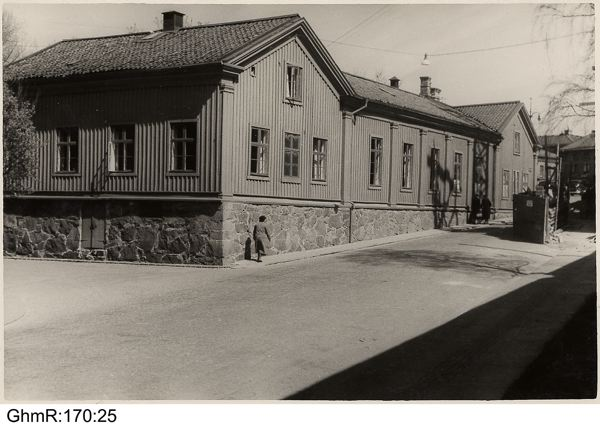
Kolerasjukhus inrättades i Carlgrenska skolan vid Allmänna vägen 1.

I den så kallade Carlgrenska skolan i närheten av Stigbergstorget öppnades den 4 augusti ett kolerasjukhus med 50 sängar. Under de två första dagarna tog sjukhuset emot 78 patienter, varav 21 dog. På Sahlgrenska sjukhuset vid Spannmålsgatan/Östra Hamngatan fanns 65 sängar och man tog emot kolerasjuka under perioden 30 juli – 9 augusti, varefter det reserverades för andra sjuka. Totalt tog man emot 168 kolerasjuka, varav 55 blev friska, 3 blev bättre och 110 dog. Utvärdshuset Möllerska plantaget, ungefär vid nuvarande Plantagegatan, köptes av sundhetsnämnden den 6 augusti och blev kolerasjukhus den 9 augusti. Då hade den drygt 50 sängar och redan den första dagen hade man tagit emot 53 sjuka. Som mest fanns det 156 intagna på Möllerska plantaget och under tio dagar var antalet intagna mellan 100 och 140. Till den 23 september kom det in 480 patienter, varav 28 var döda eller döende när de kom dit. Av de övriga blev 234 friska, 201 dog och 17 låg kvar.
Sjukhus inrättades även i Willinska fattigfriskolan på Stampen och i Hagaskolan i Haga, vilka blev klara den 13 augusti. Den 24 augusti hade 40 sängplatser ställts i ordning i fattigvårdens barack på Smedjegatan. Även Gullbergsbrohemmet togs i bruk som sjukhus vid den tiden och vid nuvarande Lasarettsgatan fanns Göta artilleriregementes lasarett. Sjukhusplatserna räckte inte till, utan de flesta sjuka låg hemma.
Det rådde brist på läkare. I Majorna insjuknade doktor Jedeur själv den 4 augusti efter fem dagars hårt arbete, men han tillfrisknade senare. Doktor Lübeck, som var Majornas andra läkare, kommenderades till Nya Varvet. Länsstyrelsen förordnade därför tre läkare, som var på tillfälligt besök i staden, till koleraläkare. I staden var situationen liknande, med brist på läkare, varav några blev sjuka, men tillfrisknade. Tre medicine kandidater från Stockholm och tolv läkare från Köpenhamn rekvirerades av länsstyrelsen.
Den 8 augusti rapporterades följande:
| ”                             | Sjukdomen är ännu inte i avtagande. Eländet är sålunda gränslöst ibland den fattigare klassen i Majorna och Masthugget som i synnerhet är lämnad utan hjälp. Sjukhuset i Majorna är högst otillräckligt och ännu otillräckligare vården därstädes; sedan församlingens läkare herr doktor Jedeur ansträngt sig så till den grad att han insjuknat och varit nära att sätta till livet, har också herr doktor Ahlberg, vilken åtog sig sjukvården, insjuknat av för stark ansträngning, och den ende därstädes ännu kvarvarande läkaren, Doktor Friedländer, är icke långt ifrån av bågna under bördan av sitt svåra värv. | „ |
| – Correspondenten, 1834-08-16 | |   |

Sjukhusen började avvecklas i mitten av september och den 24 september kvarstod endast två sjukhus med 32 patienter. Den 8 oktober kungjorde länsstyrelsen att länets städer var fria från kolera.

### Försörjning och åtgärder
Svält uppstod i staden då hökarna stängde sina bodar och bönderna inte vågade sig in till stadens torg. Tillfälliga marknadsplatser upprättades vid Lerbräckan nära Djurgårdskyrkogården och vid färjestaden vid Klippan. Ett provisoriskt torg ordnades utanför staden vid Heden.
Skolor och värdshus stängdes, och alla samlingar förbjöds. Tre gånger om dagen röktes det på gatorna med brinnande tjärstickor i en järnpanna med salpeter, och inomhus röktes det efter att sjuka eller döda förts bort. För att motverka rykten redogjorde sundhetsnämnden för sin verksamhet i tidningarna Götheborgs Dagblad och Göteborgs Handels- och Sjöfartstidning. Frivilliga gjorde insatser på sjukhusen, medan straffångar kommenderades som likbärare och gravgrävare, och likaså kvinnor från spinnhusen fick arbeta på sjukhusen. staden delades in i fem distrikt. Varje distrikt leddes av en medlem av sundhetsnämnden och hade en läkare, samt sköterskor. Sundhetsnämnden leddes av professor Carl Palmstedt och i den ingick överläkaren vid Sahlgrenska sjukhuset, Pehr Christopher Westring, samt borgare, grosshandlare, hökare och hantverksmästare, liksom redaktörerna för de båda tidningarna.

## Döda

### Dödstal
En sammanställning av dödsfallen i död- och begravningsböckerna visar att dödligheten räknat efter antalet kyrkskrivna uppgick till 9 procent och efter mantalsskrivna till 11 procent, det vill säga dödligheten var omkring 10 procent. I Karl Johans församling dog under tre veckor dubbelt så många, som normalt dog under ett år och i staden dog under en månad tre gånger så många, som under ett år. Dödligheten bland kvinnor var högre än bland män och den högsta dödligheten var i åldern 60 och uppåt. Antalet insjuknade är okänt. Bland de boende på fattighuset dog 40 procent. Koleraepidemin hade ett hastigt förlopp, där maximum nåddes efter åtta dagar och det värsta var över efter 25 dagar. Under 11 dagar översteg dödstalen 80 döda per dag. Totalt dog 1 870 personer (av en total folkmängd år 1830 på 20 557) i staden och 592 (av en befolkning på 5 598) i Karl Johans församling. Bland de avlidna återfanns landshövdingen Axel Pontus von Rosen, som blev det sista kända offret för epidemin. I Örgryte församling, utanför staden dog 98 personer.

### Begravningsplatser

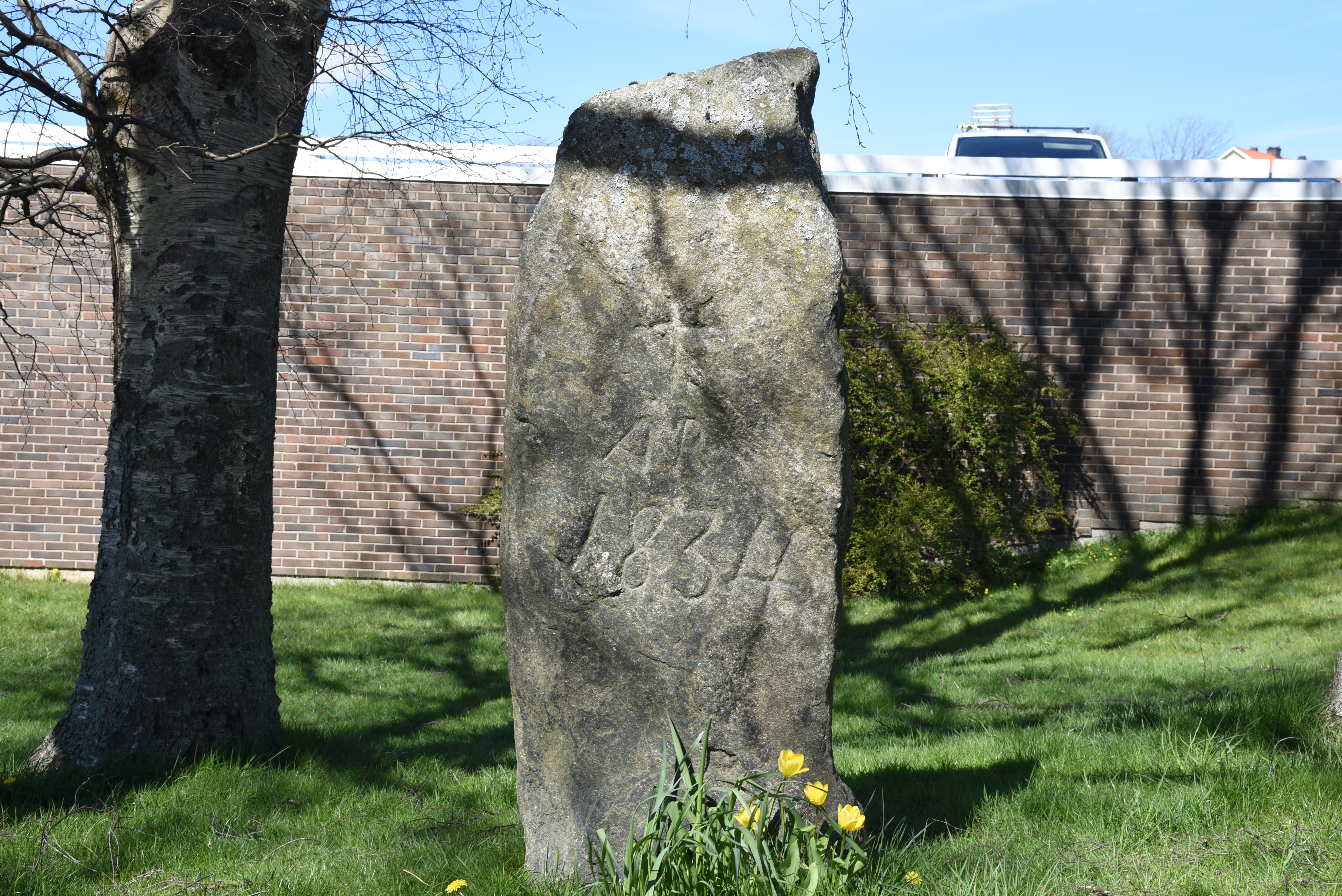
Minnessten på kolerakyrkogården i Ranbergen i Örgryte socken, vid Sankt Pauligatan i stadsdelen Lunden.

Begravningsplatser anlades vid Redbergslid och vid Övre Husargatan och liken kördes ut på nätterna för begravning. Trots att snickare enbart ägnade sig åt att göra enkelt hopfogade likkistor, vilket även livstidsfångarna på Nya Älvsborg ägnade sig åt, räckte dessa inte till. Varje lik kunde inte få en egen kista, utan istället fick flera lik läggas i stora packlårar som ställts på likvagnarna, som for från hus till hus. Begravningar dagtid förbjöds, liksom jordfästningar i kyrkan. På kvällarna gick en präst till kyrkogården och förrättade jordfästning genom att strö med kastskopan och ropa "av jord ären I komna, jord skolen I åter varda" över de lik som fyllts på sedan föregående kväll. Vilka som begravdes och hur många de var, kände prästen inte till. Det var bråttom med begravningarna till följd av smittan och förruttnelsen, och de genomfördes redan samma dag som dödsfallen inträffat.
I Örgryte socken, inom nuvarande Lunden, anlades en kolerakyrkogård i Ranbergen, liksom en i Bräcke i Lundby socken på Hisingen.

## Efterspel

### Utredning av orsakerna
Under år 1834 förekom i juli månad kolera i Lissabon och Gibraltar och i augusti rapporterades om fall i London, på Irland, i Malaga och i Fredrikstad. Läkarna bedömde att koleran i Göteborg inte importerats utan uppstått spontant, men karantänskommissionen begärde att omständigheterna kring de första dödsfallen skulle utredas, då det var känt att kolera ofta kom med fartyg. Utredningen pågick från mitten av augusti till mitten av oktober och konstaterade att den avlidne Ryberg arbetat på ett skeppsvarv med reparationer, men att varken han eller hans hustru varit i kontakt med fartyg eller besättning från utlandet. De fartyg som kommit till Känsö under juli månad hade alla varit smittfria. Utredningen lades ner sedan man inte kunnat finna hur smittan kommit in och alla rykten som florerat kunde vederläggas.

### Sanitära förhållanden och hygieniska reformer
Kolera var en återkommande farsot i Göteborg under 1800-talet. Under perioden 1834 till 1857 drabbades staden av sju epidemier, varav den värsta var den år 1834. Kolera orsakas av flera olika typer av bakterien Vibrio cholerae. Sjukdomen sprider sig främst genom vatten eller mat som kontaminerats med mänsklig avföring som innehåller bakterien och bakterien kan överleva länge i kallt vatten..
Göteborg hade fram till i början av 1800-talet varit en befäst stad med omgivande murar, vilka raserats och utanför vallgraven hade det på det gamla befästningsområdet anlagts park, vilket förbättrade de hygieniska förhållandena genom större öppna ytor. Stadsbränderna i början av seklet hade lett till att de nya byggnaderna uppfördes i sten istället för i trä, vilket också ansågs bättre ur hygiensynpunkt. Kanalerna i staden användes för att hämta hushållsvatten, medan dricksvatten sedan 1780-talet leddes från Kallebäcks källa till tappställen vid Kungsportsplatsen, Gustaf Adolfs torg och Domkyrkan. Latrin och avfall slängdes i gropar på husens gårdar och avfall rann längs rännstenen. Vid kolerautbrottet började man direkt att spola gatorna för att bli av med stanken, som ansågs sjukdomsalstrande.
Efter koleraepidemin började man på 1840-talet förbättra de sanitära förhållandena genom att ersätta kullerstenen med gatstenar, vilket förbättrade avrinningen. Trångboddheten åtgärdades genom Lindströmska och Dicksonska stiftelserna i Haga, och vid kommande koleraepidemier drabbades inte de boende i stiftelsernas hus.
Charles Dickson var ordförande i fattigförsörjningsdirektionen och väl insatt i stadens sociala förhållanden på 1850-talet. Göteborg hade en högre dödlighet än andra större städer och Dickson verkade därför för sanitära reformer, bland annat tillgång till rent vatten med ledning från Delsjön till varje hus, samt underjordiskt avlopp. Renlighet ansågs viktigt och alla skulle ha möjlighet att hålla sig rena. I Haga tillkom Renströmska badanstalten, kombinerad med en tvättstuga. Arbetarbostäderna förbättrades, nya bostäder granskades ur sanitär synpunkt och livsmedel kontrollerades. År 1857 inrättades en permanent sundhetsnämnd, vars uppgift var att förebygga koleraepidemier. Genom kommunallagen av år 1862 fick staden egen beskattningsrätt och därmed kunde stadsfullmäktige bättre vara pådrivande för sanitära reformer.

## Galleri över kolerasjukhus under epidemin

Möllerska plantaget.
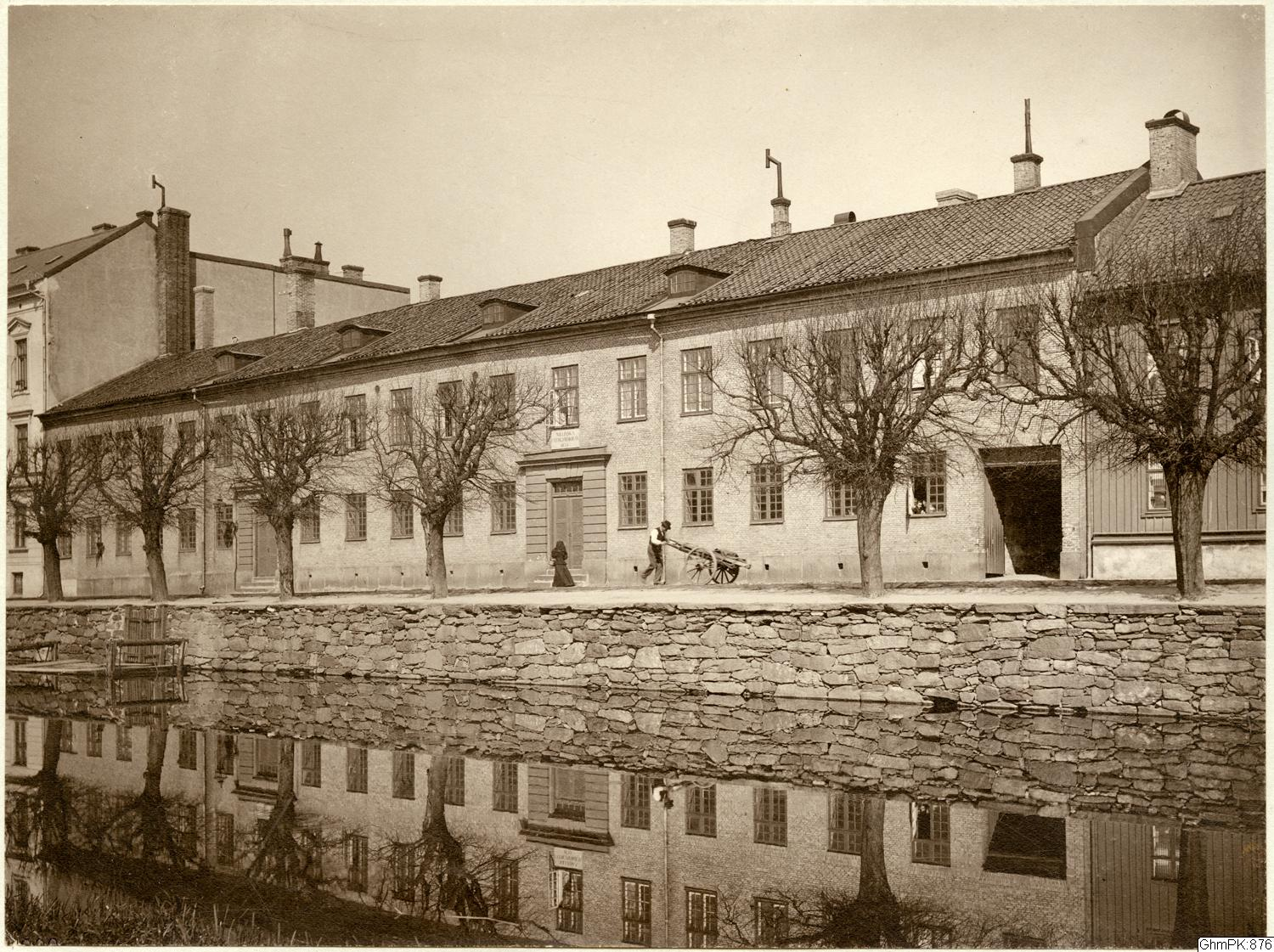
Willinska fattigfriskolan vid Stampgatan.
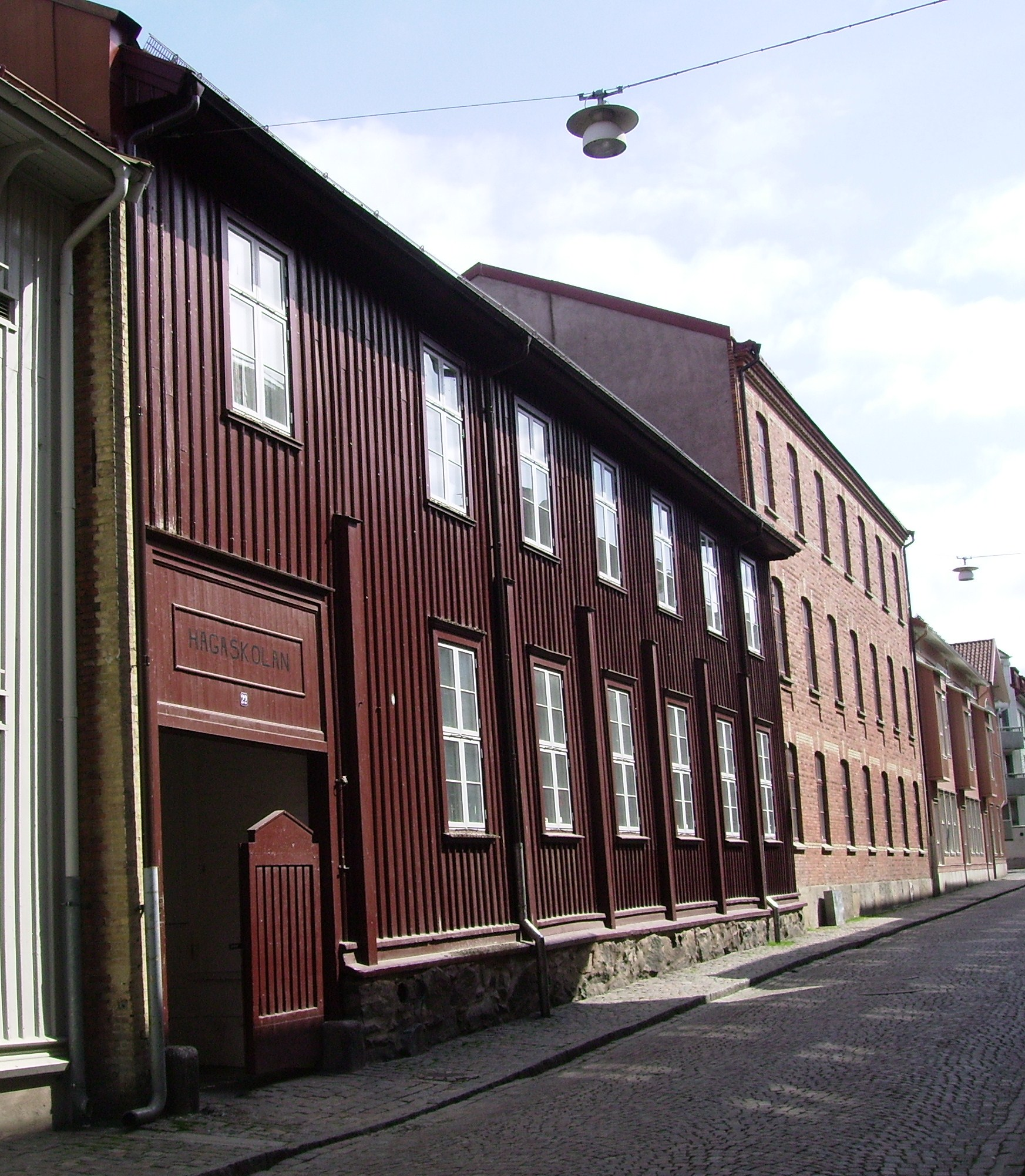
Hagaskolan i Haga.
Göta artilleriregementes lasarett vid Kungsgatan 10.
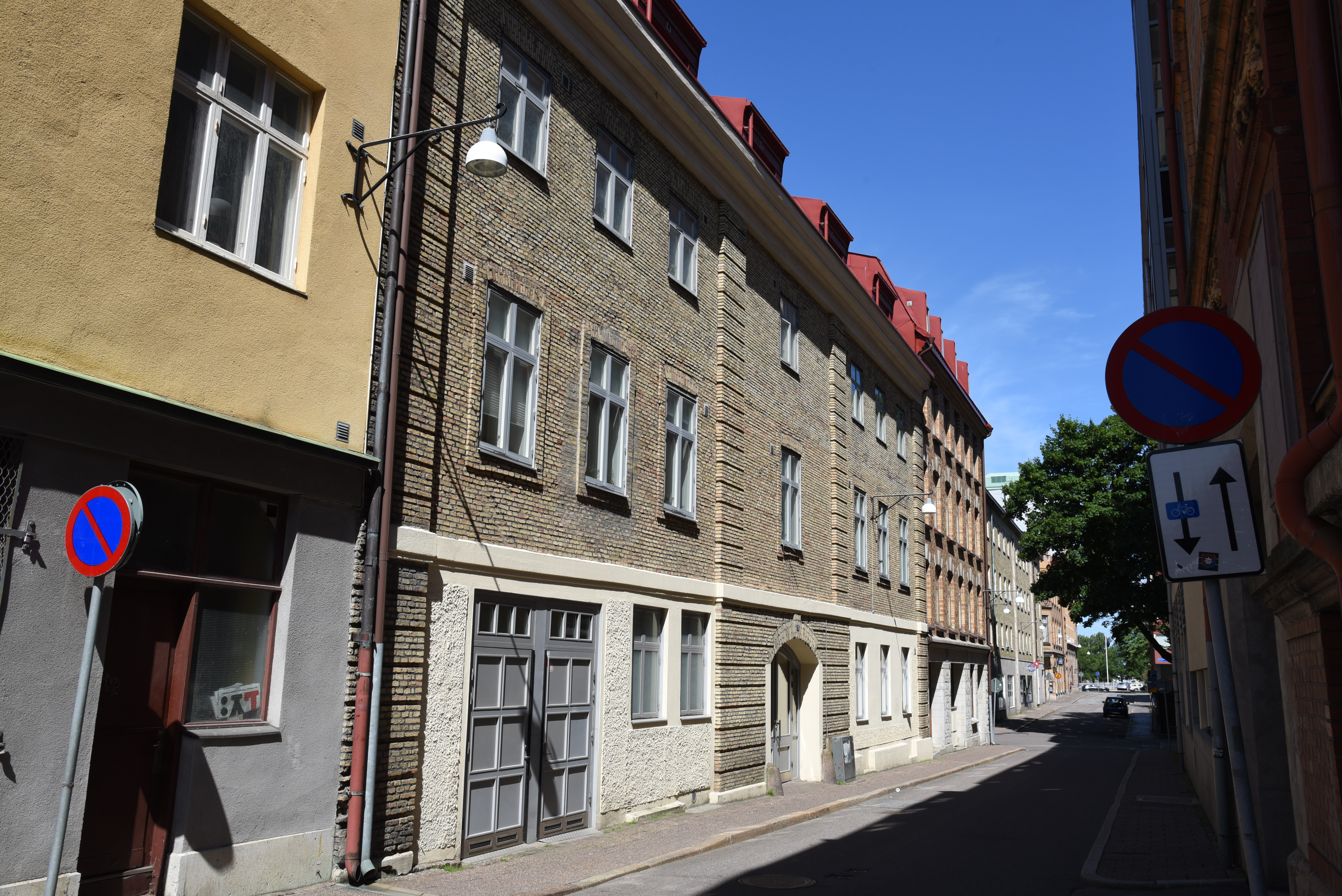
Fattigvårdens barack vid Smedjegatan.
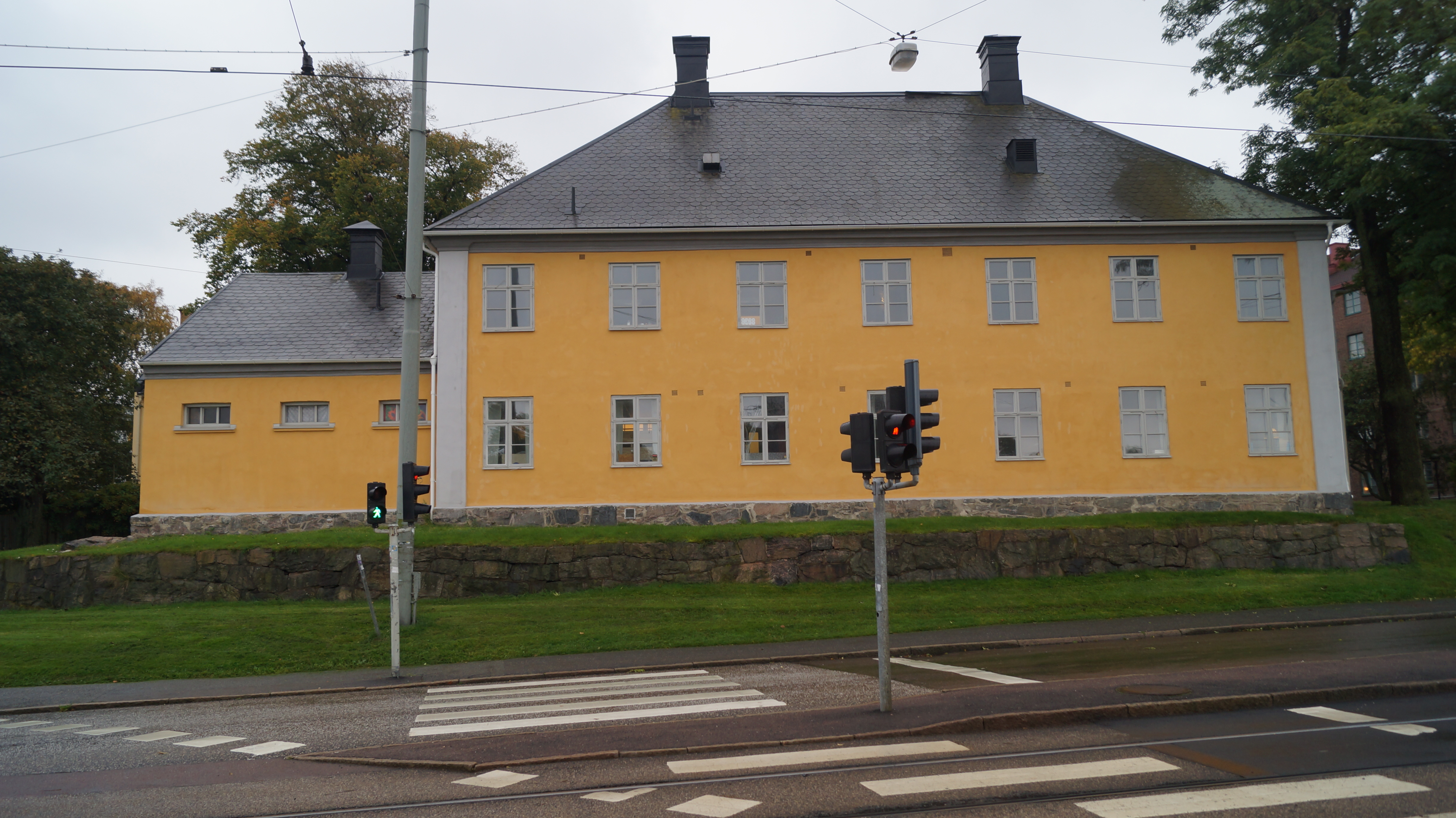
Gullbergsbrohemmet på Stampen.